# إدوارد فيني
إدوارد فيني (بالإنجليزية: Edward Finney)‏ هو منتج أفلام ومخرج أمريكي، ولد في 1903 في نيويورك في الولايات المتحدة، وتوفي في 1983 في لوس أنجلوس في الولايات المتحدة.

## وصلات خارجية
- إدوارد فيني على موقع IMDb (الإنجليزية)
- إدوارد فيني على موقع قاعدة بيانات الفيلم (الإنجليزية)